# ستيفن هيغينسون
ستيفن هيغينسون هو سياسي أمريكي، ولد في 28 نوفمبر 1743 في سالم في الولايات المتحدة، وتوفي في 28 نوفمبر 1828.